# Выводная рамка
Выводная рамка (англ. lead frame, произносится /lid/ Шаблон:Respell ) — это металлическая конструкция внутри корпуса микросхемы, которая передает сигналы от кристалла наружу.

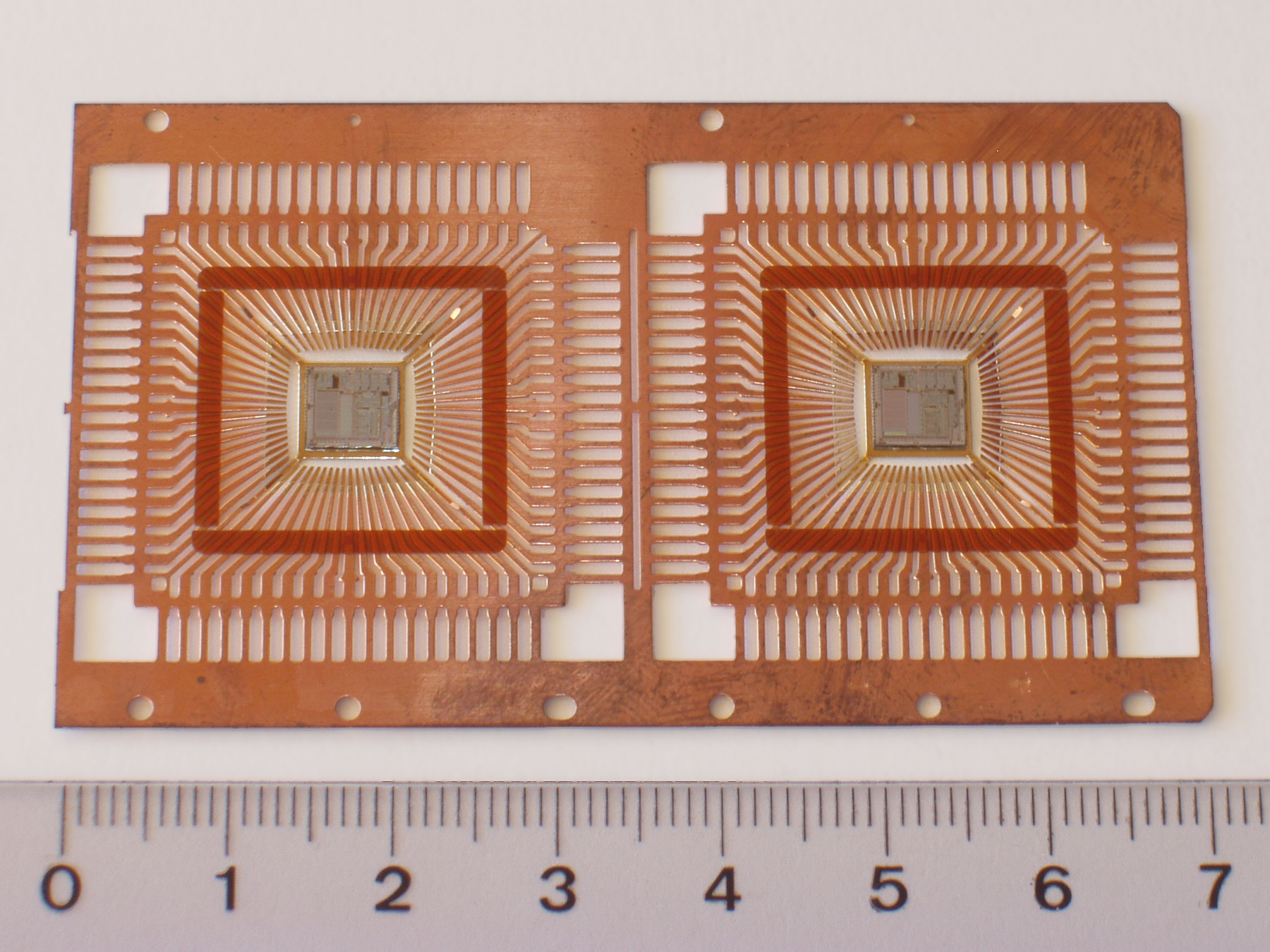
Выводная рамка для корпуса QFP перед корпусированием

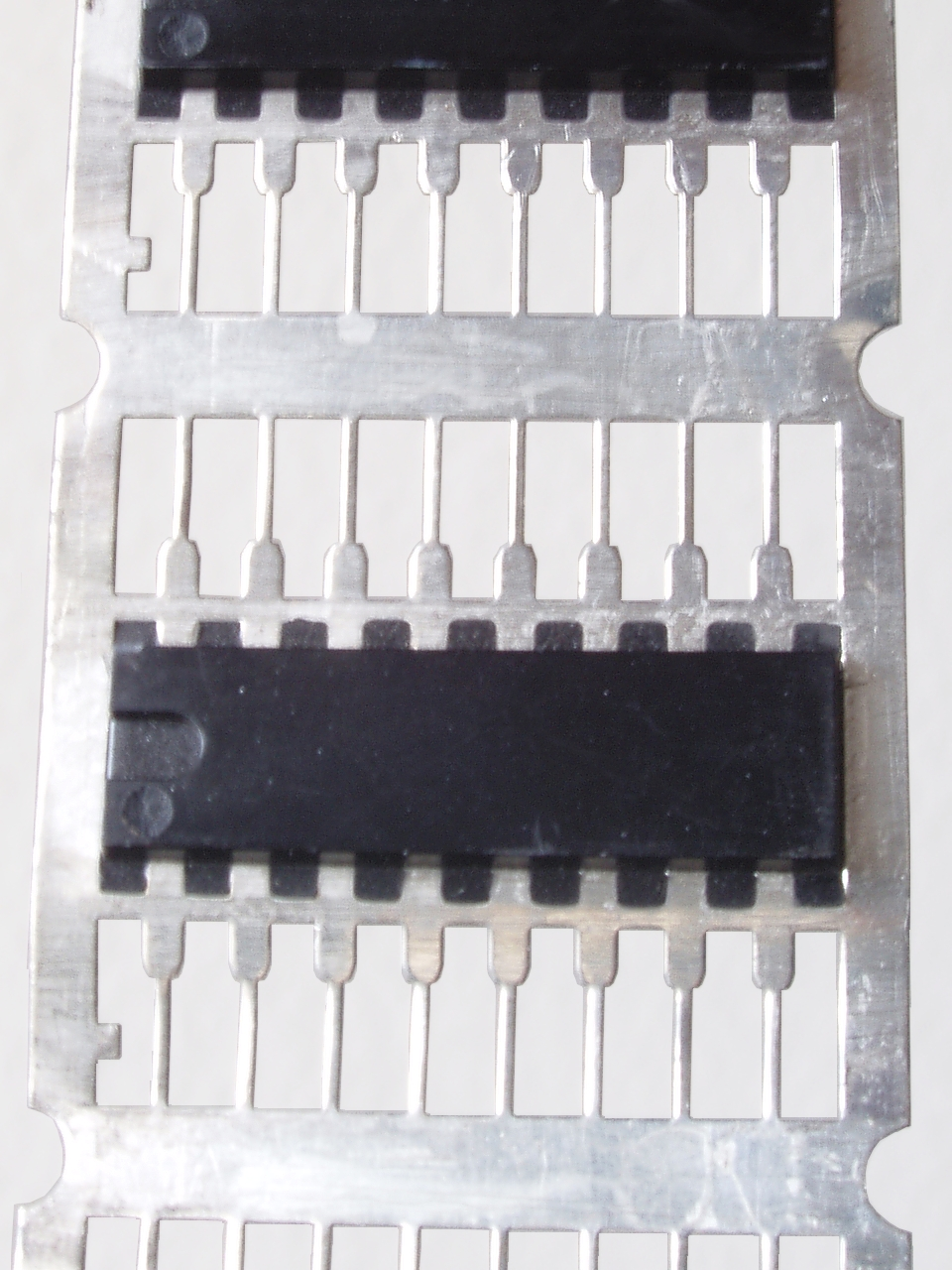
DIP 16-контактная выводная рамка после корпусирования и перед резкой/разделением

Выводная рамка состоит из посадочной площадки, на которой размещается кристалл, окруженной выводами, металлическими проводниками, ведущими от кристалла во внешний мир. Конец каждого вывода, ближайший к кристаллу, заканчивается контактной площадкой. Соединительные провода соединяют контактные площадки кристалла с контактными площадками рамки. Механические соединения фиксируют все эти части в жесткую конструкцию, что упрощает автоматическую работу со всей выводной рамкой.

## Производство
Выводные рамки изготавливаются путем удаления материала с плоской пластины из меди, медного сплава или железо-никелевого сплава, такого как "alloy 42". Для этого используются два процесса: травление (подходит для высокой плотности выводов) или штамповка (подходит для низкой плотности выводов). После обоих методов может применяться процесс механического изгиба.
Кристалл приклеивается или припаивается к площадке в центре выводной рамки, а затем между кристаллом и контактными площадками прикрепляются соединительные провода, чтобы соединить кристалл с выводами. В процессе, называемом герметизация, пластиковый корпус формуется вокруг выводной рамки и кристалла, обнажая только выводы. Выводы за пределами пластикового корпуса отрезаются и все обнажённые поддерживающие конструкции срезаются. Затем, путём сгибания,  внешним выводам придаётся необходимая форма.

## Применения
Среди прочего, выводные рамки используются для изготовления quad flat no-leads package (QFN), quad flat package (QFP) или dual in-line package (DIP).